# Olympische Sommerspiele 1988/Leichtathletik – Stabhochsprung (Männer)

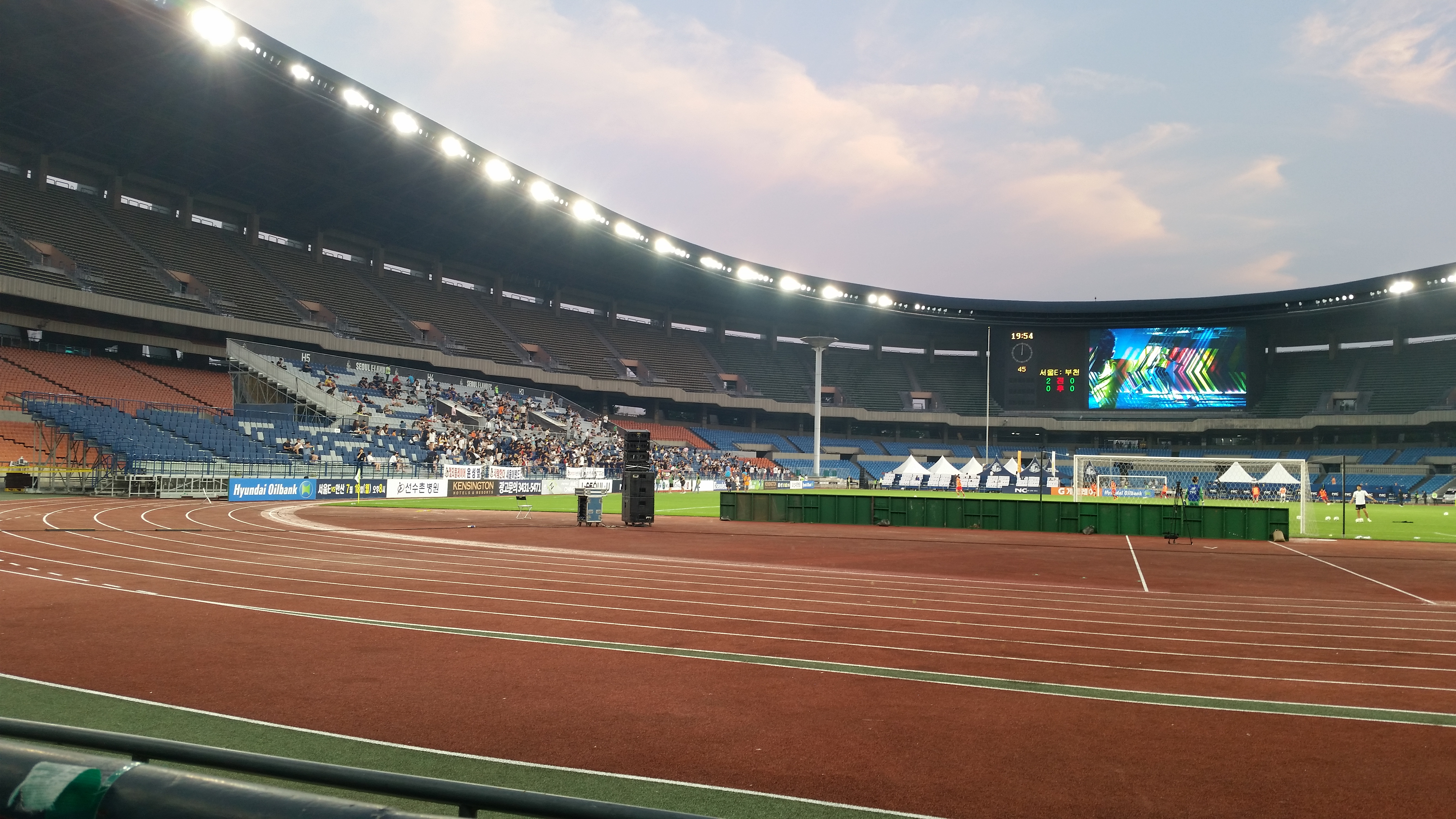
Innenraum des Olympiastadions im Jahr 2016

Der Stabhochsprung der Männer bei den Olympischen Spielen 1988 in Seoul wurde am 26. und 28. September 1988 in zwei Runden im Olympiastadion Seoul ausgetragen. 21 Athleten nahmen teil.
Es gab einen dreifachen Erfolg für die Sowjetunion. Serhij Bubka gewann den Wettkampf vor Rodion Gataullin und Grigori Jegorow.
Der Österreicher Hermann Fehringer erreichte das Finale und wurde Dreizehnter

Athleten aus der Bundesrepublik Deutschland, der DDR, der Schweiz und Liechtenstein nahmen nicht teil.

## Aktuelle Titelträger
| Olympiasieger 1984                      | Pierre Quinon ( Frankreich)         | 5,75 m | Los Angeles 1984  |
| Weltmeister 1987                        | Serhij Bubka ( Sowjetunion)         | 5,85 m | Rom 1987          |
| Europameister 1986                      | Serhij Bubka ( Sowjetunion)         | 5,85 m | Stuttgart 1986    |
| Panamerikanischer Meister 1987          | Mike Tully ( USA)                   | 5,71 m | Indianapolis 1987 |
| Zentralamerika und Karibik-Meister 1987 | Miguel Saldarriaga ( Kolumbien)     | 5,05 m | Caracas 1987      |
| Südamerika-Meister 1987                 | Oscar Veit ( Argentinien)           | 5,25 m | São Paulo 1987    |
| Asienmeister 1987                       | Liang Xueren ( Volksrepublik China) | 5,35 m | Singapur 1987     |
| Afrikameister 1988                      | Choukri Abahnini ( Tunesien)        | 4,90 m | Annaba 1988       |

## Rekorde

### Bestehende Rekorde
| Weltrekord         | 6,06 m | Serhij Bubka ( Sowjetunion)    | Nizza, Frankreich                              | 10. Juli 1988 |
| Olympischer Rekord | 5,78 m | Władysław Kozakiewicz ( Polen) | Finale OS Moskau, Sowjetunion (heute Russland) | 30. Juli 1980 |

### Rekordverbesserung
Im Finale am 28. September wurde der bestehende olympische Rekord dreimal verbessert:
- 5,80 m – Grigori Jegorow (Sowjetunion), erster Versuch
- 5,85 m – Rodion Gataullin (Sowjetunion), dritter Versuch
- 5,85 m – Serhij Bubka (Sowjetunion), dritter Versuch

Kurze Übersicht zur Bedeutung der Symbolik – so üblicherweise auch in sonstigen Veröffentlichungen verwendet:
| – | verzichtet   |
| o | übersprungen |
| x | ungültig     |

## Qualifikation
Datum: 26. September 1988
Die Athleten wurden für die Qualifikation in zwei Gruppen gelost. Die Qualifikationshöhe für den direkten Finaleinzug betrug 5,55 m. Kein einziger Springer musste sich an dieser Höhe versuchen, der beste von zwei Athleten bewältigte Wert lautete 5,50 m. Ein weiterer Teilnehmer meisterte 5,45 m und so reichten schließlich die von letztlich zwölf weiteren Startern übersprungenen 5,40 m für die Finalteilnahme. Die Athleten in der zweiten später springenden Gruppe hatten dies bereits realisiert. So wurde die eigentliche Qualifikationshöhe von ihnen gar nicht mehr in Angriff genommen, nachdem die 5,40 m gemeistert waren. Die fünfzehn so für das Finale qualifizierten Athleten sind hellgrün unterlegt.

### Gruppe A
| Platz | Name              | Nation         | 5,10 m | 5,20 m | 5,30 m | 5,40 m | 5,45 m | 5,50 m | 5,55 m | Höhe   |
| ----- | ----------------- | -------------- | ------ | ------ | ------ | ------ | ------ | ------ | ------ | ------ |
| 1     | Serhij Bubka      | Sowjetunion    | –      | –      | –      | –      | –      | o      | –      | 5,50 m |
| 1     | Rodion Gataullin  | Sowjetunion    | –      | –      | –      | –      | –      | o      | –      | 5,50 m |
| 3     | Grigori Jegorow   | Sowjetunion    | –      | –      | –      | –      | o      | –      | –      | 5,45 m |
| 4     | Earl Bell         | USA            | –      | –      | –      | o      | –      | –      | x–     | 5,40 m |
| 4     | Mirosław Chmara   | Polen          | –      | –      | –      | o      | –      | –      | –      | 5,40 m |
| 4     | Kory Tarpenning   | Großbritannien | –      | –      | –      | o      | –      | –      | x–     | 5,40 m |
| 7     | Philippe Collet   | Frankreich     | –      | –      | –      | xo     | –      | –      | –      | 5,40 m |
| 7     | Hermann Fehringer | Österreich     | –      | –      | o      | xo     | –      | –      | x–     | 5,40 m |
| 7     | Billy Olson       | USA            | –      | –      | –      | xo     | –      | –      | –      | 5,40 m |
| NM    | Atanas Tarew      | Bulgarien      | –      | –      | –      | xxx    |        |        |        | ogV    |

### Gruppe B
| Platz | Name                | Nation           | 5,10 m | 5,20 m | 5,30 m | 5,40 m | 5,45 m | 5,50 m | 5,55 m | Höhe   |
| ----- | ------------------- | ---------------- | ------ | ------ | ------ | ------ | ------ | ------ | ------ | ------ |
| 1     | Marian Kolasa       | Polen            | –      | –      | –      | o      | –      | –      | –      | 5,40 m |
| 2     | Asko Peltoniemi     | Finnland         | –      | –      | xxo    | o      | –      | –      | –      | 5,40 m |
| 3     | István Bagyula      | Ungarn           | o      | o      | o      | xo     | –      | –      | –      | 5,40 m |
| 3     | Philippe d’Encausse | Frankreich       | –      | o      | –      | xo     | –      | –      | –      | 5,40 m |
| 3     | Zdeněk Lubenský     | Tschechoslowakei | –      | o      | o      | xo     | –      | –      | –      | 5,40 m |
| 6     | Thierry Vigneron    | Frankreich       | o      | o      | xo     | xo     | –      | –      | –      | 5,40 m |
| 7     | Kim Chul-kyun       | Südkorea         | xo     | xo     | xxx    |        |        |        |        | 5,20 m |
| NM    | Andy Ashurst        | Großbritannien   | xxx    |        |        |        |        |        |        | ogV    |
| NM    | Javier García       | Spanien          | xxx    |        |        |        |        |        |        | ogV    |
| NM    | Lee Jae-bok         | Südkorea         | xxx    |        |        |        |        |        |        | ogV    |

## Finale

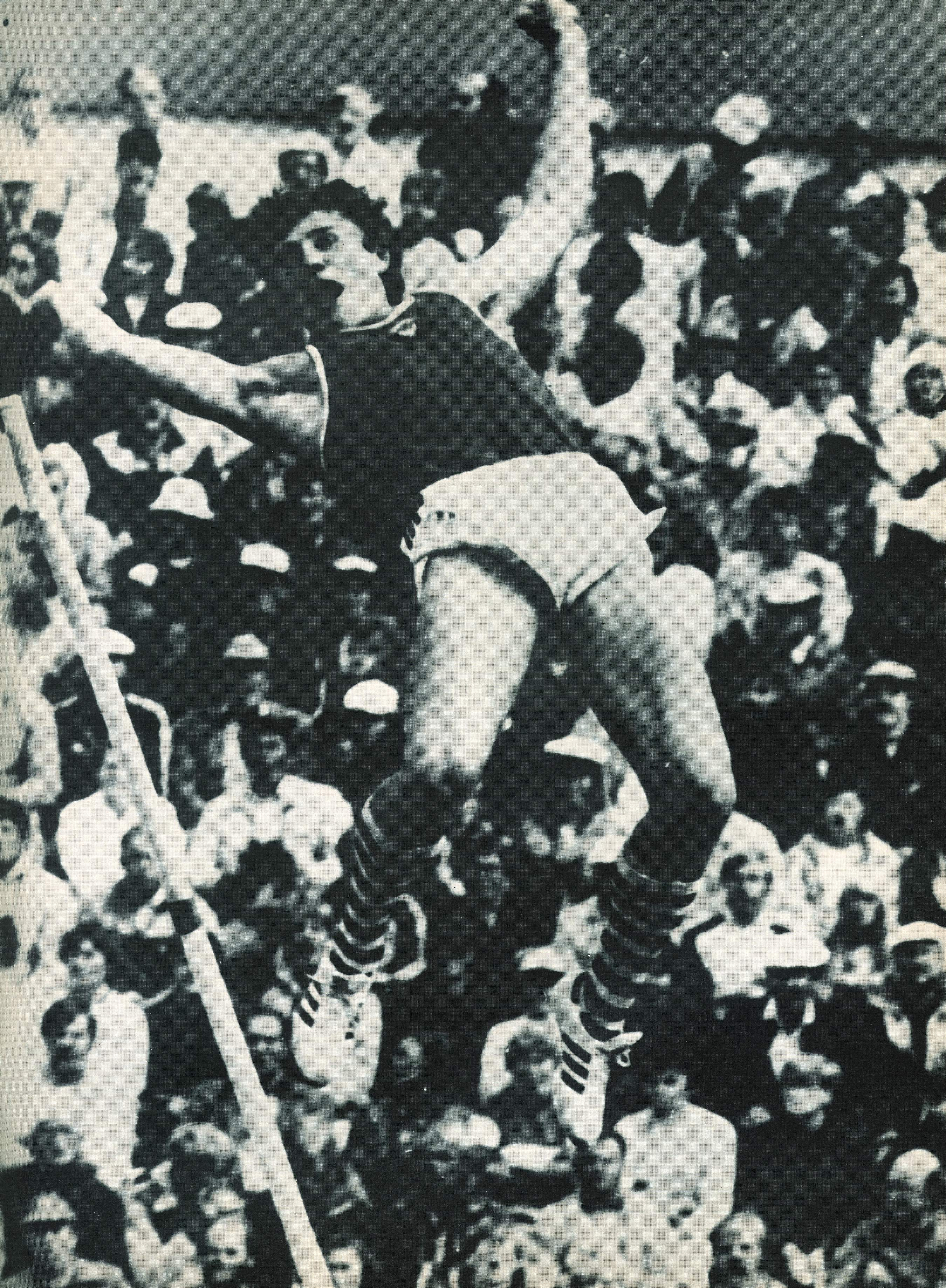
Olympiasieger Serhij Bubka
in einer Aufnahme von 1984

Datum: 28. September 1988, 12:00 Uhr
| Platz | Name                | Nation           | 5,10 | 5,25 | 5,40 | 5,50 | 5,60 | 5,65 | 5,70 | 5,75 | 5,80 | 5,85   | 5,90   | 5,95 | Endresultat | Anmerkung |
| ----- | ------------------- | ---------------- | ---- | ---- | ---- | ---- | ---- | ---- | ---- | ---- | ---- | ------ | ------ | ---- | ----------- | --------- |
| 1     | Serhij Bubka        | Sowjetunion      | –    | –    | –    | –    | –    | –    | xo   | –    | –    | –      | xxo OR | –    | 5,90 m      | OR        |
| 2     | Rodion Gataullin    | Sowjetunion      | –    | –    | –    | –    | –    | –    | o    | –    | –    | xxo OR | –      | xxx  | 5,85 m      |           |
| 3     | Grigori Jegorow     | Sowjetunion      | –    | –    | –    | o    | –    | –    | xo   | –    | o OR | –      | xxx    |      | 5,80 m      |           |
| 4     | Earl Bell           | USA              | –    | –    | o    | –    | o    | –    | o    | xxx  |      |        |        |      | 5,70 m      |           |
| 5     | Philippe Collet     | Frankreich       | –    | –    | –    | xo   | –    | –    | xo   | xxx  |      |        |        |      | 5,70 m      |           |
| 5     | Thierry Vigneron    | Frankreich       | –    | xo   | –    | o    | o    | –    | xo   | x– – |      |        |        |      | 5,70 m      |           |
| 7     | István Bagyula      | Ungarn           | o    | o    | o    | o    | o    | xxx  |      |      |      |        |        |      | 5,60 m      |           |
| 8     | Philippe d’Encausse | Frankreich       | –    | –    | o    | x–   | xo   | –    | xxx  |      |      |        |        |      | 5,60 m      |           |
| 9     | Asko Peltoniemi     | Finnland         | –    | –    | o    | –    | xxo  | –    | xxx  |      |      |        |        |      | 5,60 m      |           |
| 10    | Kory Tarpenning     | USA              | –    | –    | –    | o    | –    | xxx  |      |      |      |        |        |      | 5,50 m      |           |
| 11    | Zdeněk Lubenský     | Tschechoslowakei | –    | xo   | –    | o    | –    | xxx  |      |      |      |        |        |      | 5,50 m      |           |
| 12    | Billy Olson         | USA              | –    | –    | –    | xxo  | –    | xxx  |      |      |      |        |        |      | 5,50 m      |           |
| 13    | Hermann Fehringer   | Österreich       | –    | o    | o    | xxx  |      |      |      |      |      |        |        |      | 5,40 m      |           |
| NM    | Mirosław Chmara     | Polen            | –    | –    | –    | –    | xxx  |      |      |      |      |        |        |      | ogV         |           |
| NM    | Marian Kolasa       | Polen            | –    | –    | –    | xxx  |      |      |      |      |      |        |        |      | ogV         |           |

Für das Finale hatten sich fünfzehn Springer qualifiziert. Drei US-Springer, drei Franzosen und drei Athleten aus der Sowjetunion waren vertreten. Komplettiert wurde das Feld durch zwei Polen und jeweils einen Teilnehmer aus Finnland, Österreich, der Tschechoslowakei und Ungarn.
Topfavorit war der sowjetische Weltrekordler, Welt- und Europameister Serhij Bubka. Seine schärfsten Rivalen kamen mit Vizeweltmeister Thierry Vigneron und Philippe Collet aus Frankreich, mit dem WM-Vierten Marian Kolasa aus Polen, mit dem WM-Fünften Earl Bell aus den USA und mit dem WM-Dritten Rodion Gataullin aus dem eigenen Land.
Bis zur Höhe von 5,70 m waren neun Teilnehmer ausgeschieden, die beiden Polen Chmara und Kolasa waren ohne gültigen Versuch geblieben. Bei 5,75 m scheiterten Collet, Vigneron und auch Bell. Somit war klar, dass alle drei Medaillen an sowjetische Athleten gehen würden. Grigori Jegorow übersprang 5,80 m im ersten Versuch, Gataullin und Bubka ließen die Höhe aus. Gataullin überquerte 5,85 mit seinem dritten Sprung, Jegorow und Bubka ließen aus. 5,90 m meisterte Bubka im dritten Versuch, Grigori Jegorow schied aus und hatte damit Bronze. Rodion Gataullin scheiterte anschließend an 5,95 m und gewann Silber. Olympiasieger Serhij Bubka verzichtete auf weitere Versuche. Mit seinen 5,90 m und damit neuem olympischen Rekord hatte der beherrschende Stabhochspringer seiner Zeit die Goldmedaille gewonnen.
Serhij Bubka war der erste Olympiasieger der Sowjetunion im Stabhochsprung.

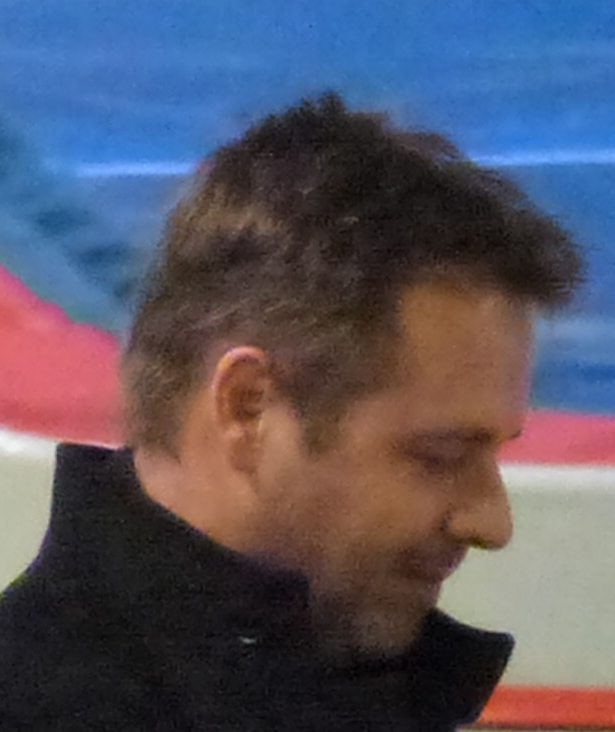
Philippe Collet (hier im Jahr 2012) kam auf den geteilten fünften Platz
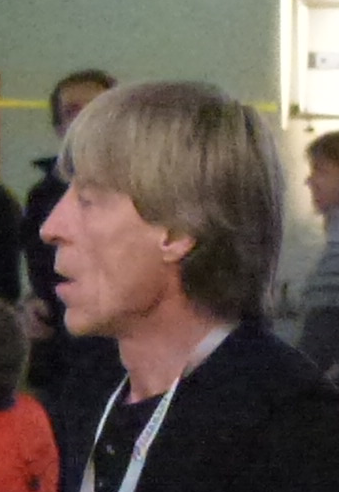
Thierry Vigneron (Foto: 2012) – geteilter Rang fünf

## Video
- Sergey Bubka's Gold Medal & Olympic Record - Seoul 1988 Olympics, abgerufen am 1. Dezember 2021